# Mark C. Lee
Mark Charles Lee (Viroqua, 14 de agosto de 1952) é um ex-astronauta e coronel da Força Aérea dos Estados Unidos, veterano de quatro missões do programa do ônibus espacial da NASA.

## Carreira militar
Formado em engenharia pela Academia da Força Aérea dos Estados Unidos, qualificou-se como piloto de McDonnell Douglas F-4 Phantom II após curso na Base Aérea de Luke, no Arizona, e serviu dois anos e meio com as forças americanas estacionadas na ilha de Okinawa, no Japão. Após esta missão, em 1979 conseguiu mestrado em engenharia mecânica no Instituto de Tecnologia de Massachusetts (MIT), especializando-se em materiais compostos avançados em grafite e epóxi. Após formar-se no MIT, foi designado para a base da Força Aérea de Hamscon, no programa do Sistema Aéreo de Alerta e Controle (AWACS). Voltou a pilotar em 1982, integrando o 388º esquadrão da Força Aérea como piloto de General Dynamics F-16 Fighting Falcon, até ser selecionado para a NASA, em maio de 1984.

## Carreira espacial
Qualificado como especialista de missão para o ônibus espacial em 1985, ele trabalhou no Departamento de Astronautas em pesquisas ligadas à atividades extraveiculares, Spacelab e sistemas da Estação Espacial Internacional, antes de ser designado para missões espaciais.
Seu primeiro voo foi em 4 de maio de 1989, na STS-30 Atlantis, que colocou no espaço em rota para Vênus a sonda espacial Magellan. Na segunda missão, em setembro de 1992, atuou como especialista de carga da STS-47 Endeavour, onde comandou o planejamento, a integração e a coordenação em órbita de todas as atividades do compartimento de carga do ônibus espacial. Com ele nesta missão viajou a sua esposa, a astronauta especialista de missão Jan Davis, fazendo dos dois o primeiro casal a ir ao espaço ao mesmo tempo. Lee e Davis haviam se conhecido na NASA e casado secretamente durante o treinamento para esta missão. O fato só foi revelado ao comando da agência dias antes do voo, o que impediu o treinamento de um substituto. A partir de então a NASA fez um mudança em seus regulamentos, proibindo que casais legalmente casados participem da mesma missão espacial.
Sua terceira missão espacial teve início em 9 de setembro de 1994, na STS-64 Discovery, e durou onze dias; nela, Lee realizou atividades extra-veiculares no total de seis horas, onde testou uma mochila a jato de auto-sobrevivência, realizando a primeira caminhada espacial em dez anos de um ser humano solto no espaço, e recuperou um satélite solar em órbita. Sua última missão foi em 11 de fevereiro de 1997, na STS-82 Discovery, uma missão de manutenção do telescópio Hubble onde ele atuou como comandante de carga.
Lee estava escalado para realizar uma quinta missão espacial em 2000, desta vez à Estação Espacial Internacional, mas foi afastado dela por motivos não divulgados; notícias na imprensa deram conta de que se tratou de um desentendimento com ao menos um de seus superiores no Centro Espacial Lyndon B. Johnson. Ele solicitou uma reconsideração da decisão mas não foi atendido, deixando a NASA no ano seguinte.